# Hoa Binh (provincie)
Hoa Binh (vietnamsky Hòa Bình) je provincie na severu Vietnamu. Žije zde přes 800 tisíc obyvatel. Hlavní město je Hoa Binh.

## Geografie
Sousedí s provinciemi Phu Tho, Son La, hlavním městem Hanoj, Ha Nam, Ninh Binh a Thanh Hoa. Leží na severu Vietnamu poblíž Rudé řeky, nedaleko Hanoje.